# Englerina lecardii
Englerina lecardii är en tvåhjärtbladig växtart som först beskrevs av Adolf Engler, och fick sitt nu gällande namn av Simone Balle. Englerina lecardii ingår i släktet Englerina och familjen Loranthaceae. Inga underarter finns listade i Catalogue of Life.